# AG2R La Mondiale (компания)
AG2R La Mondiale — французская взаимная страховая группа, специализирующаяся в области страхования жизни, пенсионного и медицинского страхования. Состоит из двух частей, AG2R Group со штаб-квартирой в Париже, основанной в 1951 году, и La Mondiale Group, международной страховой группы, базирующейся в Лилле и работающей с 1905 года.
С 2000 по 2020 год владела велосипедной командой AG2R La Mondiale, также спонсор регаты Transat AG2R.
Страховые премии за 2020 год составили 9,3 млрд евро, из них 45 % пришлось на страхование жизни, 20 % — пенсионное страхование, 21 % — медицинское страхование.
Основные составляющие группы:
- AG2R Prévoyance
- Prima
- AG.Mut
- Miag (Гайана, Гваделупа, Мартиника и другие бывшие колонии Франции в Латинской Америке и Карибах)
- Mutuelle des Métiers de la Justice et de la sécurité
- VIASANTÉ Mutuelle (медицинское страхование)
- La Mondiale
- La Mondiale Europartner (Люксембург, отделения в Италии, Бельгии и других странах)
- La Mondiale Partenaire